# Шахуджи
Шахуджи (1682—1749) — пятый правитель государства маратхов.

## Биография
Шахуджи был сыном Самбхаджи — второго правителя маратхов. В 1689 году крепость Райгад, где скрывался 7-летний Шахуджи, была взята моголами, и он попал в плен. Вскоре его отец попал в могольскую засаду и был казнён мучительной смертью.
С 7 до 25 лет Шахуджи рос в плену. За это время умер великий могол Аурангзеб, а сменивший его на троне Бахадур Шах I согласился освободить Шахуджи и поддержать его претензии на главенство над маратхами (продолжавшими в то время воевать с моголами), если тот признает себя могольским вассалом.
Шахуджи согласился, и в результате оказался противником Тарабай, правившей в то время маратхами от имени своего малолетнего сына Шиваджи II. В итоге Шахуджи победил: в 1709 году он захватил столицу маратхов город Сатара, а Тарабай с сыном изгнал в Колхапур. Так оформились две династические линии рода Бхонсле — в Сатаре и в Колхапуре.
Тем временем губернаторы могольского Декана приходили и уходили; одни предпочитали Тарабай, другие — Шахуджи. Безысходность принесла хроническую анархию, пока в 1713 году Шахуджи не начал прислушиваться к советам Баладжи. За то, что в 1714 году Баладжи заручился поддержкой для Шахуджи маратхского адмирала Канходжи Ангре, который был главной опорой фракции Тарабай, он был награждён титулом «пешва». Положение Шахуджи стало немедленно улучшаться.
В 1716 году между маратхами и братьями Сеидами, которые стояли за спиной могольских императоров, начались переговоры, направленные на окончание 30-летней войны моголов с маратхами. Шахуджи обязался снаряжать войска для имперской армии и платить дань, а взамен потребовал фирман, гарантирующий ему независимость в родной Маратхе, а также права на сбор «маратхской четвертины» на территории Гуджарата, Малвы и ещё шести провинций могольского Декана (то есть включая территории прежних Биджапурского и Голкондского султанатов, ранее поддерживавших маратхов, но завоёванных Аурангзебом). Несмотря на то, что Сеид Хусейн Али-хан согласился на эти условия, император Фарук Сийяр, понимая, что подобный фирман фактически лишит моголов власти в этом регионе, категорически их отверг. Однако Сеид Хусейн Али-хан решил лично оказать давление на ход переговоров, пешва Баладжи был готов его поддержать, и в 1719 году пешва и молодой Сеид двинулись к Дели во главе объединённой армии маратхов и моголов. В результате последовавшего дворцового переворота Фарук Сийяра сменил на троне Рафи уд-Даула, который одобрил договор с маратхами.
При последующих пешвах эта система продолжила распространение: армии маратхов уходили во все стороны и грабили определённую территорию, претендуя не на земли, а на постоянный процент с доходов. Таким образом на индийском субконтиненте возникала маратхская система власти, параллельная могольской, однако при этом командующие отдельными армиями постепенно становились независимыми, и маратхское государство стало превращаться в конфедерацию. Несмотря на свой высокий титул «чхатрапати», Шахуджи постепенно становился властителем не всей территории маратхов, а лишь района Сатара. В 1731 году между ветвями рода Бхонсле был подписан договор, в соответствии с которым за потомками Раджарама закреплялось княжество Колхапур, а за потомками Шахуджи — княжество Сатара.
У Шахуджи было четыре жены. После его смерти трон унаследовал приёмный сын Раджарам II, однако ещё живая к тому времени Тарабай отказалась признавать его чхатрапати всех маратхов, так как он не был кровным потомком Шиваджи, и считала его лишь раджой Сатара. Однако к тому времени титул «чхатрапати» стал лишь номинальным, а реальная власть над маратхами сосредоточилась в руках пешв.